# Euproctis meeki
Euproctis meeki är en fjärilsart som beskrevs av Druce 1903. Euproctis meeki ingår i släktet Euproctis och familjen tofsspinnare. Inga underarter finns listade i Catalogue of Life.